# Joseph de Mondenard
Pour les articles homonymes, voir Mondenard.
Adolphe (Joseph) de Mondenard est un homme politique français né le 26 janvier 1839 à Fieux (Lot-et-Garonne) et décédé le 15 octobre 1898 à Fieux. Né avec le prénom Joseph, ses parents lui ont substitué celui d'Adolphe lorsqu'ils l'ont légitimé le 21 février 1844.

## Biographie
Étudiant en droit, il est un opposant au Second Empire. Propriétaire-viticulteur et journaliste dans le Lot-et-Garonne, il participe à la structuration du parti opportuniste. Conseiller général, il est député de Lot-et-Garonne de 1885 à 1889, siégeant au groupe de la Gauche radicale.

## Sources
- « Joseph de Mondenard », dans Adolphe Robert et Gaston Cougny, Dictionnaire des parlementaires français, Edgar Bourloton, 1889-1891 [détail de l’édition]
- « Joseph de Mondenard », dans le Dictionnaire des parlementaires français (1889-1940), sous la direction de Jean Jolly, PUF, 1960 [détail de l’édition]
- Bulletin de la Société Archéologique et Historique de l'Albret, 1998, tome 20, pages 90–93. Centenaire de la mort d'Adolphe de Mondenard, député de Lot-et-Garonne
- « Nérac au fil des rues », Éditions Albret, Bulletin de la société des amis du Vieux-Nérac, no 47, 2011, page 59

## Hommages
- Une avenue porte son nom à Nérac, une rue à Bordeaux ou encore à Saint-André-de-Cubzac.